# Cúpula (botánica)

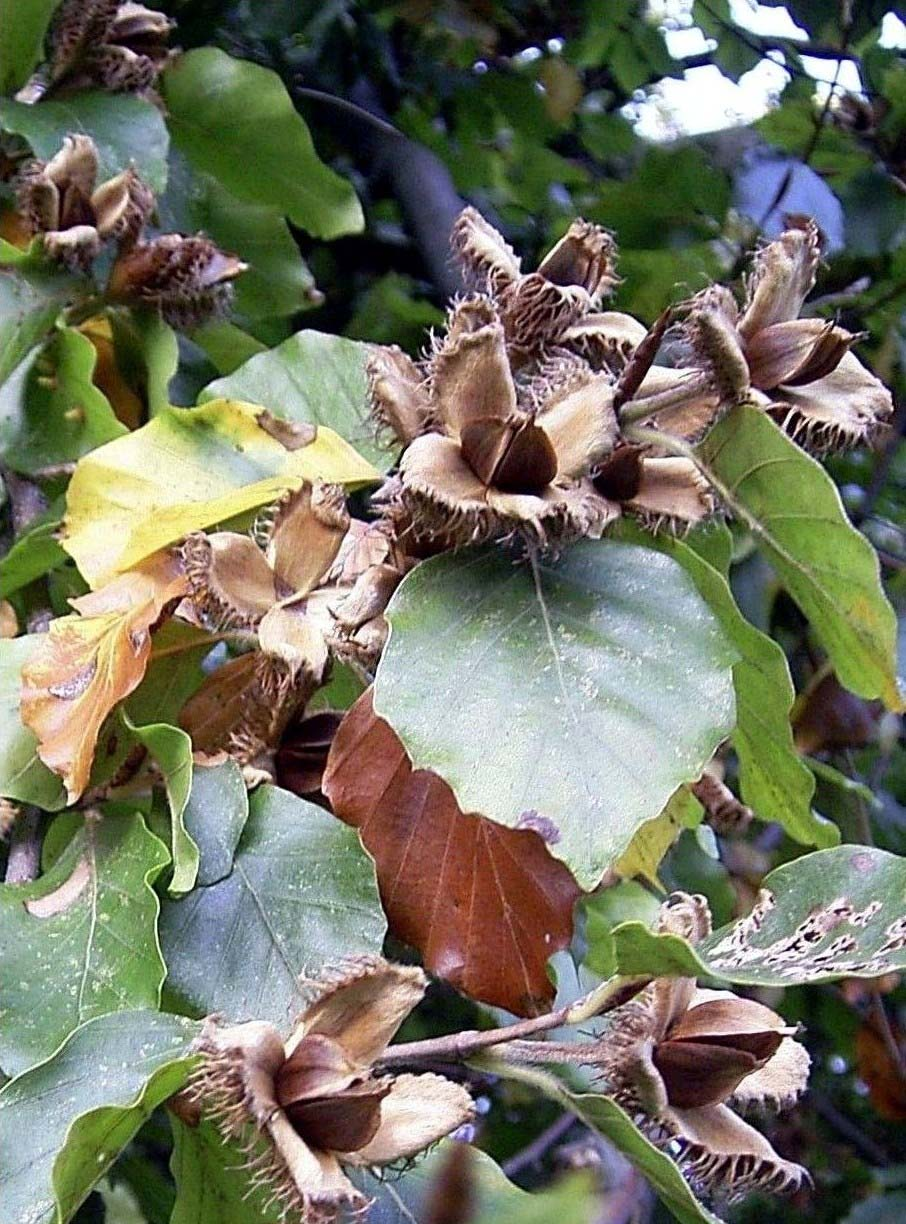
"Hayucos" in situ de Fagus sylvatica.

En botánica, el término cúpula puede referirse a:
- En la familia Fagaceae, producción de origen axial, acrecida durante el desarrollo del fruto o de la infrutescencia y que los envuelve en mayor o menor grado; acompaña a los aquenios propios de sus representantes. También llamado calibio. Ejemplos: la base de las bellotas de los robles (Quercus), el "erizo" de las castañas (Castanea), el "hayuco" de las hayas (Fagus).

- Intumescencia seminífera de los Tejos (Taxus baccata).

- Envoltura que se halla en torno al macrosporangio de las Pteridospermatophyta.